# Vince Everett
Vince Everett (* 21. Juni 1941 in Atlanta oder College Park, Georgia als Marvin Eugene Benefield) ist ein US-amerikanischer Rock-’n’-Roll-Musiker, dessen Gesangsstil dem von Elvis Presley ähnelt. 

## Karriere
Die erste Platte nahm Benefield 1960 unter dem Namen Marvin Fields auf. 1962 der Sänger von dem späteren Elvis-Produzenten Felton Jarvis entdeckt und bei ABC-Paramount Records unter Vertrag genommen. Von da an änderte der Entertainers seinen Namen in Vince Everett, nach dem Namen des Titelhelden, den Elvis in dem Film Rhythmus hinter Gittern verkörperte.
Everett gelang zwar nie der Sprung unter die Top 40 der Hitparaden. Dennoch war er unter Elvis-Fans kein Unbekannter. Sein Stil war dem von Elvis ähnlich und zur Freude der Elvis-Fans kopierte er nicht nur dessen Lieder, sondern nahm eine Reihe eigener Titel auf, die dem Stil nach Elvis hätten zugeschrieben werden können. Insofern war er für viele Elvis-Fans eine angenehme musikalische Ergänzung in einer Zeit (zwischen 1962 und 1965), als der King of Rock'n'Roll selbst ins Filmgeschäft ausgewichen war und kaum noch die Musik machte, die seine Fans liebten. Immerhin gilt Everett – gemeinsam mit Ral Donner und Orion – als einer der besten „Elvis-Interpreten“.
Nachdem Everett wieder eine Zeitlang als Elektriker gearbeitet hatte, begann er während des Rockabilly-Revivals in den 1990er Jahren wieder live in Europa als Musiker aufzutreten.

## Diskografie
- 1960: Love Me / Bongo Boo Boo (als Marvin Fields)
- 1962: Such A Night / Don't Go
- 1962: I Ain't Gonna Be Your Low Down Dog No More / Sugar Bee
- 1963: Baby Let's Play House / Livin' High
- 1965: Big Brother / To Have, To Hold And Let Go